# Siodło pod Parchowatką
Siodło po Parchowatką (900 m) – przełęcz w Beskidzie Sądeckim w bocznym grzbiecie Pasma Jaworzyny oddzielającym dolinę Łomniczanki od doliny Wierchomlanki. Przełęcz znajduje się w nim  pomiędzy szczytami Parchowatki (1004 m) i Łazisk (941  m). Zachodnie stoki spod przełęczy opadają do doliny Łomniczanki i spływa z nich potok Wapnik (dopływ Łomniczanki), stoki wschodnie opadają do doliny Potaszni (dopływ Wierchomlanki).
Rejon przełęczy, jak również jej stoki dawniej był bezleśny. Na mapie WIG z około 1930 r. całe wschodnie stoki od dna doliny Potaszni po przełęcz pod Parchowatką zaznaczone są jako łąki i pola uprawne, na których stało wiele zabudowań. Mieszkali tutaj Łemkowie, którzy po II wojnie światowej zostali wysiedleni. Opuszczone pola zarastają krzewami i lasem, ale nadal są jeszcze dobrym punktem widokowym. Bezleśne obszary znajdują się również na stokach zachodnich, opadających do doliny Łomniczanki. Są to tzw. Lichoniowe Góry.

## Szlaki turystyczne
Łomnica-Zdrój – Siodło pod Parchowatką – Łaziska – Wargulszańskie Góry – Schronisko PTTK na Hali Łabowskiej. Czas przejścia 3 h, ↓ 2.15 h